# Steve Martin
Stephen Glenn "Steve" Martin, född 14 augusti 1945 i Waco, Texas, är en amerikansk skådespelare, komiker, filmproducent, författare, musiker och kompositör. Martin har bland annat medverkat i filmer som Pennies from Heaven (1981), Mitt andra jag (1984), Little Shop of Horrors (1986), Roxanne (1987), Föräldraskap (1989), L.A. Story (1991), Brudens far (1991) och Fullt hus (2003). 

## Biografi
Steve Martin föddes i Waco i Texas, men flyttade som barn till Kalifornien, där han växte upp i Garden Grove i Orange County.
Martin började som ståuppkomiker. Han blev sedan manusförfattare för amerikansk TV, bland annat skrev han för The Sonny and Cher Comedy Hour. Han hade en olistad roll i Bruce Lee-filmen Big Boss (1971). Den första listade rollen i en långfilm var i Sgt. Pepper's Lonely Hearts Club Band (1978). Hans genombrott i filmen kom med rollen som Navin Johnson i Supernollan som han även skrev manus till. Filmen blev en stor framgång. 
Steve Martins filmkarriär fick en skjuts när han var med i ett antal komedier under 1980-talet som Roxanne (som han också skrev manus till, baserat på boken av Edmond Rostand) och Rivierans guldgossar tillsammans med Michael Caine. Efter en dal i filmkarriären under 1990-talet återkom han i storfilmer omkring 2000 i Knubbigt regn och senare i två nya filmer i serien om Rosa pantern.
Martin skrev under en tid en kolumn i tidningen The New Yorker. Dessa finns samlade i hans bok Pure Drivel. Han har även skrivit pjäsen Picasso at the Lapin Agile, två romaner och en självbiografi, samt manus till flera av sina filmer.
Han har varit värd för Saturday Night Live 16 gånger. Martin var värd för Oscarsgalan 2001 och Oscarsgalan 2003 och tillsammans med Alec Baldwin för Oscarsgalan 2010..
Martin var gift med den brittiska skådespelaren Victoria Tennant från 1986 till 1994. År 2007 gifte han sig med Anne Stringfield.
Steve Martin var nära vän till skådespelaren och komikern John Candy; de har spelat mot varandra i ett flertal filmer.

## Filmografi i urval
- 1977 – Den virrige kyparen (även manus)
- 1978 – Sgt. Pepper's Lonely Hearts Club Band
- 1979 – Mupparna
- 1979 – Supernollan (även manus)
- 1981 – Pennies from Heaven
- 1982 – Döda män klär inte i rutigt (även manus)
- 1983 – Dr. Hfuhruhurrs dilemma (även manus)
- 1984 – Ensam är pest
- 1984 – Mitt andra jag
- 1986 – Tre amigos (även manus)
- 1986 – Little Shop of Horrors
- 1987 – Roxanne (även manus)
- 1987 – Raka spåret till Chicago
- 1988 – Rivierans guldgossar
- 1989 – Föräldraskap
- 1990 – Hur jag lärde en FBI-agent dansa marengo
- 1991 – L.A. Story (även manus)
- 1991 – Brudens far
- 1991 – Grand Canyon - som livet självt
- 1992 – Snyltgästen
- 1992 – Mirakel till salu
- 1994 – En pappa för mycket
- 1994 – Julnötter
- 1995 – Brudens far 2
- 1996 – Sgt. Bilko
- 1998 – Simpsons, avsnitt Trash of the Titans (gäströst i TV-serie)
- 1998 – Prinsen av Egypten (röst)
- 1999 – Out-of-Towners
- 1999 – Knubbigt regn (även manus)
- 1999 – Fantasia 2000 (röst)
- 2001 – Novocaine
- 2002 – Rutles 2: Can't Buy Me Lunch
- 2003 – Bringing Down the House
- 2003 – Fullt hus
- 2004 – Looney Tunes: Back in Action
- 2005 – Shopgirl (även manus)
- 2005 – Fullt hus igen
- 2006 – Rosa pantern (även manus)
- 2008 – Baby Mama
- 2008 – Traitor (även manus)
- 2009 – Rosa pantern 2 (även manus)
- 2009 – It's Complicated
- 2011 – The Big Year
- 2015 – Home (röst)
- 2015 – Love the Coopers (röst)
- 2016 – Billy Lynn's Long Halftime Walk
- 2021–2024 – Only Murders in the Building (TV-serie) (även manus och produktion)